# James K. Kelly
James Kerr Kelly, född 16 februari 1819 i Centre County, Pennsylvania, död 15 september 1903 i Washington, D.C., var en amerikansk demokratisk politiker och jurist. Han representerade delstaten Oregon i USA:s senat 1871–1877.
Kelly utexaminerades 1839 från College of New Jersey (numera Princeton University). Han studerade sedan juridik och inledde 1842 sin karriär som advokat i Pennsylvania. Han deltog i guldrushen i Kalifornien och flyttade sedan 1851 vidare till Oregonterritoriet.
Kelly besegrades i kongressvalet 1864 av republikanen James Henry Dickey Henderson. Han förlorade sedan guvernörsvalet 1866 mot republikanen George Lemuel Woods.
Kelly efterträdde 1871 George Henry Williams som senator för Oregon. Han efterträddes 1877 av La Fayette Grover. Kelly tjänstgjorde som chefsdomare i Oregons högsta domstol 1878–1880.